# Simon Norton
Ne doit pas être confondu avec Norton Simon.
Simon Phillips Norton (28 février 1952 - 14 février 2019), est un mathématicien de Cambridge, en Angleterre, qui a travaillé sur les groupes simples finis .

## Biographie
Simon Norton est né dans une famille séfarade d'origine irakienne, le plus jeune de trois frères. À partir de 1964, il est King's Scholar au collège d'Eton, où il se forge une réputation de génie mathématique excentrique. Il obtient un First dans un examen externe en mathématiques pures à l'université de Londres alors qu'il est encore au collège, et il passe au Royal Holloway.
Il fait partie de l'équipe du Royaume-Uni trois années consécutives aux Olympiades internationales de mathématiques. Il entre ensuite au Trinity College de Cambridge et réussit facilement premier aux examens finaux. Il soutient une thèse en 1976, à l'université de Cambridge, préparée sous la direction de John Horton Conway, ayant pour titre : « F and Other Simple Groups ».

## Activités
Norton reste à Cambridge, travaillant sur les groupes finis. Il est l'un des auteurs de l'ATLAS of Finite Groups. Il a construit le groupe de Harada-Norton et, en 1979, il a prouvé avec John Conway qu'il existe un lien entre le groupe Monstre et le J-invariant en théorie des nombres. Ils ont surnommé cette relation le « Monstrous moonshine », et ont fait des conjectures démontrées plus tard par Richard Borcherds. Norton a également fait plusieurs découvertes au début du développement du   jeu de la vie,  et a inventé le jeu Snort (en). 
En 1985, l'Université de Cambridge ne renouvelle pas son contrat. Il conserve un bureau à l'université de Cambridge, mais sans poste permanent, dont il n'a financièrement pas besoin.
Norton est le sujet de la biographie The Genius in My Basement, écrite par son locataire de Cambridge, Alexander Masters,  qui décrit son style de vie excentrique et son obsession, toute sa vie durant, pour les horaires de bus. Norton était très intéressé par les questions de transport et était membre de Subterranea Britannica. 
Norton  a aussi collaboré occasionnellement au magazine Word Ways: The Journal of Recreational Linguistics . Il est décédé subitement dans le nord de Londres, à l'âge de 66 ans, d'une malaise cardiaque le 14 février 2019.

## Publications (sélections)
- 1995:  avec Chris J. Cummins, « Rational Hauptmoduls are replicable », Canadian Journal of Mathematics, vol. 47, no 6,‎ 1955, p. 1201–1218 (DOI 10.4153/cjm-1995-061-1, lire en ligne)
- 1996: « Non-monstrous moonshine », dans Groups, Difference Sets, and the Monster: Proceedings of a Special Research Quarter at The Ohio State University, Spring 1993, 1996, p. 433–441
- 1996:« Free transposition groups », Communications in Algebra, vol. 24,‎ 1996, p. 425–432 (DOI 10.1080/00927879608825578)
- 1998:« Anatomy of the Monster: I », dans The Atlas of Finite Groups: Ten Years On, coll. « London Mathematical Society Lecture Note Series » (no 249), 1998, p. 198–214
- 2001:« Computing in the Monster », Journal of Symbolic Computation, vol. 31, nos 1–2,‎ 2001, p. 193–201 (DOI 10.1006/jsco.1999.1008)
- 2002: avec Robert A. Wilson, « Anatomy of the Monster: II », Proceedings of the London Mathematical Society, vol. 84, no 3,‎ 2002, p. 581–598 (DOI 10.1112/S0024611502013357)